# Zaviralec ciklofilina
Zaviralci ciklofilina so potencialna nova skupina zdravil za zdravljenje kronične okužbe z virusom hepatitisa C in zavirajo ciklofiline. Ciklofilini so molekule, pomembne za zvijanje beljakovin ter celični transport in sekrecijo ter pri imunskem odzivu. Virus hepatitisa C izrablja ciklofiline v procesu virusnega podvojevanja in zato zaviralci ciklofilina zavrejo podvojevanje virusa.
Primer zaviralca ciklofilina je učinovina alisporivir. Zavira ciklofilin D, vendar nima imunosupresivnega učinka. Njegovo potencialno uporabnost v zdravljenju kroničnega hepatitisa C še proučujejo. Potekajo tudi raziskave o njegovi učinkovitosti pri Duchennovi mišični distrofiji.